# Constantin Mitran
Constantin Mitran (? – 1983) román nemzetközi labdarúgó-játékvezető.

## Pályafutása

### Nemzeti játékvezetés
Játékvezetésből Bukarestben  vizsgázott. Vizsgáját követően a Bukaresti Labdarúgó-szövetsége által üzemeltetett labdarúgó bajnokságokban kezdte sportszolgálatát. A Román labdarúgó-szövetség Játékvezető Bizottságának (JB) minősítésével a Liga I játékvezetője. Küldési gyakorlat szerint rendszeres partbírói szolgálatot is végzett. A nemzeti játékvezetéstől 1952-ben visszavonult.

### Nemzetközi játékvezetés
A Román labdarúgó-szövetség JB terjesztette fel nemzetközi játékvezetőnek, a Nemzetközi Labdarúgó-szövetség (FIFA) 1952-től tartotta nyilván bírói keretében. Ebben a korban a meghívott (nemzeti JB által küldött) partbírók még nem tartoztak a FIFA JB keretébe. Több nemzetek közötti válogatott és klubmérkőzést vezetett, vagy működő társának partbíróként segített. A  nemzetközi játékvezetéstől 1952-ben búcsúzott. Válogatott mérkőzéseinek száma: 2.

#### Olimpiai játékok
Az 1952. évi nyári olimpiai játékok labdarúgó tornáját, ahol a FIFA JB partbírói szolgálatra alkalmazta. A kor elvárása szerint az egyes számú partbíró játékvezetői sérülésnél átvette a mérkőzés vezetését. Partbíróként 2 mérkőzésre egyes pozícióban kapott küldést.
| Időpont          | Helyszín                | Mérkőzés típusa | Mérkőzés             | Játékvezető  | Eredmény | Nézők száma |
| ---------------- | ----------------------- | --------------- | -------------------- | ------------ | -------- | ----------- |
| 1952. július 16. | Központi Stadion, Kotka | csoportmérkőzés | Szovjetunió–Bulgária | Zsolt István | 2 – 1    | 10 000      |
| 1952. július 16. | Városi Stadion, Kotka   | selejtezők      | Egyiptom–Chile       | John Nilsson | 5 – 4    | 5354        |